# Kanton Aucun
Aucun is een voormalig kanton van het Franse departement Hautes-Pyrénées. Het kanton maakte deel uit van het arrondissement Argelès-Gazost. Het werd opgeheven bij decreet van 25 februari 2014, met uitwerking op 22 maart 2015 en samengevoegd met de kantons Argelès-Gazost en Luz-Saint-Sauveur tot het kanton La Vallée des Gaves.

## Gemeenten
Het kanton Aucun omvatte de volgende gemeenten:
- Arbéost
- Arcizans-Dessus
- Arras-en-Lavedan
- Arrens-Marsous
- Aucun (hoofdplaats)
- Bun
- Estaing
- Ferrières
- Gaillagos
- Sireix